# Hella Ranner
Hella Ranner (ur. 10 maja 1951 w Grazu) – austriacka prawniczka i polityk, od 2009 do 2011 posłanka do Parlamentu Europejskiego.

## Życiorys
W 1976 uzyskała doktorat w zakresie prawa na Uniwersytecie w Grazu. W 2003 ukończyła na Uniwersytecie w Klagenfurcie specjalistyczne studia w zakresie mediacji. W 1982 rozpoczęła pracę w zawodzie prawnika w Grazu, należąc do palestry w Styrii. W 2004 została partnerem w firmie prawniczej Saxinger Chalupsky & Partner
Rechtsanwälte GmbH.
W latach 1988–1996 była radną miejską w Grazu. W wyborach w 2009 z listy Austriackiej Partii Ludowej uzyskała mandat deputowanej VII kadencji. Została członkinią grupy Europejskiej Partii Ludowej, weszła w skład Komisji Kontroli Transportu i Turystyki. W 2011 złożyła mandat w związku z medialnymi doniesieniami dotyczącymi niejasności w kwestiach finansowych.